# Vitamin K

Strukturformel der wichtigsten K-Vitamine:
Vitamin K_{1} = Phyllochinon.
Vitamin K_{2} = Menachinon-n.
Vitamin K_{3} = Menadion

K-Vitamine (K für Koagulation) gehören neben den Vitaminen A, D und E zu den fettlöslichen Vitaminen und werden unter dem Sammelbegriff Vitamin K zusammengefasst. Das gemeinsame Grundgerüst der K-Vitamine ist eine 2-Methyl-1,4-naphthochinon-Struktur (Menadion). Sie sind ein Kofaktor in Reaktionen der γ-Glutamylcarboxylase. Über diesen Mechanismus werden mehrere Gerinnungsfaktoren in einen aktivierbaren Zustand versetzt und gerinnungshemmende Faktoren aktiviert und reguliert.
Ferner spielen K-Vitamine für die Aktivierung von Osteocalcin (ein Knochenprotein), Calbindin und der Liganden für einige Rezeptor-Tyrosinkinasen wie zum Beispiel das Growth-arrest-specific gene-6 eine wichtige Rolle für das Zellwachstum.
In Pflanzen ist Vitamin K1 für die Photosynthese unverzichtbar.

## Geschichte
Der Entdeckung des Vitamins gingen Beobachtungen von Landwirten voraus: Nachdem Hausrinder mit verdorbenem oder siliertem Süßklee gefüttert wurden, zeigten sie schwere Blutungen mit tödlichem Ausgang (sogenanntes „sweet clover poisoning“). Dies dokumentierte 1922 der kanadische Tierarzt Frank W. Schofield vom Ontario Veterinary College und erkannte den Einfluss des im Süßklee enthaltenen Cumarins (Cumarin ist ein Vitamin K-Antagonist).
Die Existenz eines „Vitamins K“ (Koagulationsvitamin, antihämorrhagisches Vitamin) wurde durch den dänischen Forscher Henrik Dam postuliert. Bei Untersuchungen zur Cholesterinsynthese von Küken war ihm 1929 aufgefallen, dass es bei diesen durch die dabei verabreichte besondere cholesterinfreie Diät nach mehr als zwei bis drei Wochen zu Blutungen unter der Haut sowie in Muskeln und anderen Organen kam. Zudem standen diese Symptome mit einem geringen Gehalt des Blutgerinnungsfaktors Prothrombin (Faktor II) in Verbindung. Dass diese Erscheinungen durch einen Mangel an den damals bekannten Vitaminen (z. B. A, D oder B1) selbst entstünden, konnte er mit seinen Arbeiten ausschließen.
1931 berichteten die kanadischen Forscher William McFarlane, William Graham Jr. und Frederick Richardson am Ontario Agricultural College anlässlich Untersuchungen zum Vitamin-A- und -D-Bedarf von Hühnern über Blutungen und einer verzögerten Blutgerinnung, nachdem sie diese an den Flügeln markiert hatten. Diese Beobachtung wurde jedoch zunächst nicht weiter untersucht. 1933 fanden die US-amerikanischen Forscher Walther Holst und Everett Halbrook an der University of California heraus, dass diese Blutungsneigung bei Küken durch Verfüttern von frischem Kohl verhindert werden konnte, führten dies aber fälschlicherweise auf einen Mangel an Vitamin C zurück.
Nachdem bald darauf auch reines Vitamin C zur Verfügung stand, verabreichte Dam den Hühnern dieses parenteral, um noch auszuschließen, dass eine beeinträchtigte Resorption aus dem Verdauungstrakt (als Folge einer durch die Diät gestörten Darmfunktion) für die Blutungen verantwortlich gemacht werden könne. Und nachdem die Verfütterung von Weizenkeimöl keinen Schutz bot, andererseits die Verabreichung von Getreidekörnern und Samen die Gerinnungsstörung verhinderte, fühlte er sich 1934 berechtigt, den Mangel einer bestimmten, wenn auch noch unbekannten Substanz in der Nahrung für die beobachteten Probleme verantwortlich zu machen. Zudem konnte er Hämorrhagien bei Hühnern durch die Gabe eines Etherextraktes aus Luzernen behandeln.
Weitere Fütterungsversuche folgten und 1935 wurde diese Substanzgruppe schließlich als ein essentielles Vitamin mit lipophilen Eigenschaften erkannt. Der Buchstabe K wurde ursprünglich der Einfachheit halber gewählt, weil das Fehlen dieser Substanz eine ausreichende Ko-agulationfähigkeit (Gerinnung) des Blutes behinderte. Zudem waren die vorausgehenden Buchstaben bereits durch anderen Vitamine vergeben. Die Reinigung und chemische Synthese von Vitamin K1 wurde 1939 durch die Arbeiten von Herman J. Almquist und Klose an der University of California in Berkeley, Louis F. Fieser & Kollegen an der Harvard University sowie insbesondere die Strukturbestimmung durch die Arbeitsgruppe um Edward Adelbert Doisy erreicht. 1943 erhielten Dam für die Entdeckung sowie Doisy für die Entdeckung der chemischen Natur dieser Vitamingruppe gemeinsam den Nobelpreis für Medizin.
Die genaue biochemische Funktion des Vitamin K wurde schließlich Ende der 1970er Jahre aufgeklärt.

## Vertreter
Bei Vitamin-K handelt es sich um fettlösliche Substanzen, sogenannte Vitamere. Allen gemeinsam ist das Grundgerüst 2-Methyl-1,4-Naphthochinon (Menadion), das an der C3-Position unterschiedlich substituiert ist. Voraussetzungen für die Vitamin-K-Aktivität sind neben dem unsubstituierten, aromatischen Ring die Methylgruppe; die lipophile Seitenkette (die je nach K-Vitamin unterschiedlich lang sein kann) bestimmt die Fettlöslichkeit und andere Eigenschaften. Optimal sind natürliche Terpenketten mit 20 Kohlenstoffatomen. Seitenketten unter 8 Kohlenstoffatomen führen außer bei Menadion zur Inaktivität.
Von Bedeutung im (menschlichen) Stoffwechsel sind nur das Vitamin K1 und K2.

Strukturformel von Vitamin K_{1} (Phylloquinon)

- Vitamin K1 bzw. Phyllochinon kommt in unterschiedlichen Konzentrationen in den Chloroplasten der Grünpflanzen als normaler struktureller und funktioneller Bestandteil des Photosyntheseapparates (Photosystem I) vor und zum Teil in deren Früchten. Zudem können es auch Algen und manche Cyanobakterien synthetisieren.[7] Es ist das wichtigste natürlich vorkommende K-Vitamin und macht 75–90 % des durch die Nahrung aufgenommenen Vitamin K aus.[12] Jedoch zeigt es eine geringe Bioverfügbarkeit. Vitamin K1 enthält eine Phythlykette von 20 Kohlenstoffatomen.

Allgemeine Strukturformel von Vitamin K_{2} (Menachinon), der Index n gibt die Anzahl der Isoprenoid-Einheiten an

- Vitamin K2 bzw. Menachinon wird von Bakterien (z. B. von auch im Darm vorkommenden Stämmen wie von Escherichia coli oder Bacteroides fragilis) und einigen Archaeen produziert.[7] Vitamin K2 bildet eine Gruppe von Menachinonen unterschiedlicher Länge ihrer mehrfach ungesättigter Isoprenoid-Seitenkette; sie werden als MK-n bezeichnet. Hierbei steht n für die Anzahl der Isoprenoid-Einheiten (n=4 bis 13).[12] Die meisten Bakterien bilden Menchinone mit mittellanger bis langer Seitenketten (MK-6 aufwärts).[10] Wichtigste Vertreter der Vitamin K2-Gruppe sind MK-7 (ehemalige Bezeichnung Vitamin K35) sowie MK-4. Letzteres wird aber nicht von Mikroorganismen synthetisiert, stattdessen ist es eine ursprünglich aus Vitamin K1 metabolisierte Verbindung.[7]
- Vitamin K3 bzw. Menadion ist eine synthetisch hergestellte Substanz ohne Seitenkette (diese wird vom menschlichen Organismus nach der Aufnahme ergänzt). Das wasserunlösliche Vitamin K3 wurde früher in Form des wasserlöslichen Hydrogensulfit-Addukts als künstliches „Provitamin K“ angewandt. Die Zufuhr als z. B. Nahrungsergänzungsmittel ist aufgrund dessen toxischer Eigenschaften verboten, es wird nur noch in der Tiernahrung verwendet.[13]
- In der Literatur werden ferner noch weitere synthetische K-Vitamine (K4, K5, K6,...) erwähnt. So wird z. B. entweder 2-Methyl-1,4-naphthohydrochinon (Menadiol)[14][15] oder dessen Ester wie Menadioldiacetat (Acetomenaphthon) als Vitamin K4 bezeichnet.[16][17]

## Resorption und Stoffwechsel
Aufgrund der Hitzestabilität der Vitamin-K-Gruppe treten beim Zubereiten, insbesondere beim Garen nur wenig Vitaminverluste auf. Der Vitamin K1-Gehalt von Lebensmitteln, auch Speiseölen, wird größtenteils weder durch Erhitzen in einer Mikrowelle, noch durch Kochen beeinträchtigt. Vitamin K ist auch gegenüber Sauerstoff stabil. Unter Einstrahlung von Sonnen- oder UV-Licht kommt es zu starken Verlusten an Vitamin K1 (46 % bzw. 87 % nach zwei Tagen), weswegen eine Lagerung im Dunkeln empfohlen wird.
Alle natürlich vorkommenden (fettlöslichen) Vitamin K-Formen sind in Alkohol wenig, in Wasser unlöslich. Das mit der Nahrung aufgenommene Vitamin K wird unter Mitwirkung von Gallensäure und Pankreaslipase als Emulgatoren in gemischte Mizellen überführt, was eine funktionierende Bauchspeicheldrüse voraussetzt. Diese werden durch aktiven Transport in die Enterozyten des proximalen Ileums aufgenommen. Vitamin K2 gelangt dagegen durch Diffusion in das Darmgewebe.
Hierbei verbessern die in der Nahrung befindlichen Öle und Fette die Aufnahme. 3 bis 50 % des verzehrten Vitamin K1 werden aufgenommen, bei MK-7 liegt die Aufnahme höher. Die Aufnahme von in der Nahrung enthaltenem Vitamin K2 (gerade längerkettige Menachinone) ist hoch, wenn nicht sogar durch die Anwesenheit anderer Fette vollständig. Ferner ist die Bioverfügbarkeit reinen Vitamin K1 besser als im Vergleich zu reinen MK-4 oder MK-9, aber geringer als bei reinem MK-7. Dies liegt daran, dass in der Nahrung vorkommendes Vitamin K1 fest im Pflanzengewebe gebunden ist. Es gibt jedoch keinen Unterschied in der Bioverfügbarkeit von Vitamin K1 verschiedener Nahrungsmittel, auch die Zubereitung wie Kochen verbessert diese nicht. (Pflanzen-)Fette können jedoch diese um den Faktor 3 erhöhen. Außerdem hängt der Grad der Aufnahme vom jeweiligen Individuum ab. Die Aufnahme von Vitamin K wird ferner durch bestimmte Medikamente beeinflusst: Cholestyramin und Rifampicin senken die Absorption. Bei Orlistat sollen Patienten den Fettgehalt ihrer Diät reduzieren, um gewissen Nebenwirkungen zu vermeiden, was sich indirekt auf die Vitamin K-Aufnahme negativ auswirkt.
Von den Enterozyten wird Vitamin K1, an Chylomikronen gebunden, über die Lymphe in die Vena cava inferior transferiert und gelangt damit schließlich in die Gewebe, in denen es verwendet wird (insbesondere in Form von Chylomikronenresten in die Leber). Hier kann eine Speicherung bis zu 14 Tagen erfolgen. Vitamin K2 wird in VLDL/LDL-Partikel transportiert und findet sich insbesondere in Knochen, Knorpel und Gefäßwänden. In allen Fällen wird die zelluläre Aufnahme von Vitamin K durch Lipoprotein-Rezeptoren vermittelt.
Im Blut hat MK-7 eine Halbwertszeit von 72 Stunden, MK-9 etwa 60 Stunden, bei Vitamin K1 beträgt diese 1–2 Stunden, ähnlich kurz ist die von MK-4. Im Serum ist die Konzentration von Vitamin K1, MK-4, MK-5, MK-6 und MK-8 niedrig (nanomolarer Bereich). Durch den hohen Konsum von Nattō liegt die Serumkonzentration von MK-7 bei Japanern etwa bei 16 nM, während diese bei Europäern unter 1 nM liegt. Im Körper befinden sich etwa 0,55 mg/kg Körpergewicht Vitamin K1, bei Vitamin K2 wurde dieser Wert nicht bestimmt.
Im Nabelschnurblut findet sich kein Vitamin K, es wird kaum diaplazentar übertragen. Der fetale Vitamin-K-Vorrat in der Leber beträgt ein Fünftel dessen eines älteren Kindes oder eines Erwachsenen.
Vitamin K wird rasch metabolisiert: Die K-Vitamine werden – nachdem ihre Seitenkette verkürzt wird – glucuronidiert gleichermaßen via Galle über den Stuhl und über die Nieren in den Urin wieder ausgeschieden. Der Abbau wird hierbei durch eine ω-Oxidation der Seitenkette initiiert, weitere β-Oxidationen kürzen anschließend die Seitenkette.

## Funktionen beim Menschen
Die wesentliche Bedeutung von Vitamin K liegt in seinem Beitrag zur posttranslationalen Einführung einer Carboxygruppe in die γ-Position (endständige Position) von Glutamylresten verschiedener Proteine, wodurch diese aktiviert werden. Es sind mindestens 19 Proteine mit geringer Masse (5–10 kDa) bekannt, die über eine γ-Carboxy-Glutaminsäure (Gla) verfügen und für deren Synthese daher Vitamin K notwendig ist. Davon sind u. a. sieben Proteine mit dem Blut-Gerinnungssystem verbunden. Diese Proteine werden auch als Vitamin K-abhängige Proteine (VKDP) bzw. Gla-Proteine bezeichnet. Allen gemeinsam ist die Fähigkeit, dass die Gla-Reste nach ihrer Carboxylierung Komplexe mit Calciumionen bilden.
Für Vitamin K2 ist inzwischen eine essenzielle Funktion als Elektronentransporter in den Mitochondrien nachgewiesen.

### Vitamin-K-Zyklus

Umwandlungsformen des Vitamin K bei der γ-Carboxylierung der Vorstufen der Gerinnungsfaktoren

Im rauen endoplasmatischen Retikulum wird Vitamin-K (chemisch als Chinon vorliegend) zu seiner biologisch aktiven Form, dem Vitamin-K-Hydrochinon (auch: Vitamin KH2) reduziert. KH2 dient bei der γ-Carboxylierungsreaktion als Kofaktor der γ-Glutamylcarboxylase (GGCX) und wird zu einem Vitamin-K-2,3-Epoxid umgewandelt, während die Glutaminsäure (Glu) des Proteins mittels CO2 und Energie aus ATP zur γ-Carboxy-Glutaminsäure (Gla) carboxyliert wird.
γ-Carboxy-Glutaminsäure ist eine nicht-kanonische Aminosäure, sie besitzt als funktionelle Gruppe eine Malonsäurestruktur. Malonsäure ist eine Dicarbonsäure, ihre beiden Carboxylgruppen besitzen gerade den Abstand zueinander, dass sie mit Ca2+ Chelatkomplexe bilden können. Diese Chelat-Bildungs-Fähigkeit ist Voraussetzung der Blutgerinnung. Die beiden endständigen Carboxygruppen von Gla ermöglichen daher die Chelatbildung von Calciumionen und daher die biologische Funktion jener Proteine.
Das Epoxid des Vitamin K wird anschließend mittels einer membranständigen Vitamin-K-Epoxid-Reduktase (VKORC1) zum Chinon des Vitamin K zurückverwandelt und der Zyklus kann von Neuem beginnen. Durch diese Wiederverwertung ist der physiologische Bedarf an Vitamin K vergleichsweise gering.
Proteine, die durch den Vitamin K-Zyklus carboxyliert werden, besitzen eine 18 aminosäurelange homologe Sequenz, die sich unmittelbar upstream der carboxylierten Proteindomäne befindet. Diese Domäne bindet die GGCX. Nach der Carboxylierung werden die Proteine wahrscheinlich durch den sekretorischen Weg via den Golgi-Apparat aus der Zelle transportiert. Dabei erfolgt meistens ein Abschneiden der Prosequenz (z. B. bei Prothrombin durch Ca2+-abhängige Serinprotease), um das aktive Protein zu erhalten. Bei manchen Proteinen verbleibt aber diese Prosequenz, z. B. beim Matrix-Gla-Protein (MGP). Zudem beeinflusst der Grad der Carboxylierung die anschließende Sekretion – bei den Gerinnungsfaktoren II (Prothrombin) sowie X (Stuart-Prower-Faktor) kann dies auch im uncarboxylierten Zustand passieren, während dies bei Protein C und Z ausschließlich in carboxylierter Form geschieht.
Die biologische Aktivität von Vitamin K ist also auf seine Fähigkeit zurückzuführen, zwischen seinen oxidierten (Chinon) und reduzierten (Hydrochinon) Formen im Vitamin-K-Zyklus zu wechseln. Die Aktivität der Vitamere unterscheidet sich aber in Bezug auf die Carboxylierung. Während Vitamin K3 keine solche aufweist, ist Vitamin K1 weniger aktiv als MK-4; und je mehr Isoprenoid-Einheiten der Seitenkette vorliegen, desto geringer wird diese. Bei der Vitamin K-abhängigen Synthese von Gerinnungsfaktoren ist MK-7 aktiver als K1.
Die Epoxidreduktase und die Vitamin-K-Reduktase können durch die gerinnungshemmenden Medikamente Dicoumarol, Marcumar und Warfarin inhibiert werden. Fehlt Vitamin K oder wird es durch einen Antagonisten blockiert, kann es zwar als Chinon zu KH2 durch eine cytosolische NAD(P)H-abhängige Oxidoreduktase bzw. NAD(P)H-Dehydrogenase reduziert werden. Jedoch gerät der Zyklus danach ins Stocken, da das Epoxid nicht Substrat für dieses Enzym ist.
Das Allel des Apolipoproteins E2 scheint ein Risikofaktor für die Entwicklung eines Vitamin-K-Mangels zu sein.

### Blutgerinnung
Vitamin K ist daran beteiligt, die Gerinnungsfaktoren II (Prothrombin), VII (Proconvertin), IX (Christmas-Faktor) und X (Stuart-Prower-Faktor) in ihre gerinnungswirksamen Formen zu überführen. Dies passiert auch bei den gerinnungshemmenden Protein C, S und Z, die als Vorstufen in der Leber und in den Endothelzellen synthetisiert werden. In allen Fällen ermöglicht die Carboxylierung das Binden von Calciumionen an den Carboxyglutamatresten (Gla), wodurch es zu einer Konformationsänderung kommt. Dadurch wird die Phospholipid-bindende Domäne exponiert, und die Proteine werden an den Phospholipidmembranen von Thrombozyten verankert. Dort formen sie membrangebundene Komplexe mit anderen Gerinnungsfaktoren. Die Vitamin K-abhängige Carboxylierung ist ein essentieller Schritt für ihre biochemische Aktivität im Gerinnungssystem.
Gerinnungshemmende Arzneistoffe der Cumarin-Gruppe wie Phenprocoumon oder Warfarin können durch vergleichsweise kleine Mengen Vitamin K (1 mg) in ihrer Wirkung aufgehoben werden; sind sie im Einsatz, darf kein Vitamin K zusätzlich zur normalen Nahrung gegeben werden. Als gesundheitsbezogene Werbeaussage ist die Aussage, „Vitamin K trägt zu einer normalen Blutgerinnung bei“, erlaubt.

### Knochenstoffwechsel
Für die Knochenmineralisation ist Osteocalcin (OC) beteiligt, das größtenteils in Osteoblasten synthetisiert wird. Durch Vitamin K werden drei Glu-Reste carboxyliert, die Signalsequenz wird durch Peptidasen abgespalten. Das prozessierte OC wird dann in die Knochenmatrix ausgeschieden und hat – analog den Gerinnungsfaktoren – eine hohe Affinität zu Calciumionen. Diese kommen im Hydroxylapatit vor, so dass das Protein daran bindet. Ursprünglich dachte man, dass carboxyliertes Osteocalcin die Bildung von Hydroxylapatit initiieren würde; stattdessen reguliert es dessen Größe und die Anordnung der Apatitkristalle in den Kollagenfasern. Dies hat Einfluss auf die Knochendichte und die Schutzwirkung gegenüber Knochenbrüchen. Während der Knochenresorption fällt der pH-Wert in den Knochen, was in einer Decarboxylierung von Osteocalcin und dessen Freisetzung resultiert. Unter- bzw. decarboxyliertes Osteocalcin (ucOC) gilt als Hormon, es gibt Hinweise darauf, dass es die Freisetzung von Insulin (was die Knochenresorption stimuliert) bewirkt. Darüber hinaus dient es als Marker für die Knochenqualität, bei Knochenbrüchen sind dessen Werte erhöht. Eine Supplementation von Vitamin K senkt die Serumwerte und beeinflusst das Verhältnis von ucOC zum Gesamtgehalt von OC. Dadurch eignet es sich zur Bestimmung des Vitamin K-Spiegels (vgl. Abschnitt Nachweismethoden und Statusbestimmung).
Manche epidemiologischen Studien legen nahe, dass eine geringe Vitamin K-Aufnahme oder ein geringer Vitamin K-Spiegel mit Osteoporose, Osteopenie und einem erhöhten Risiko an Knochenbrüchen assoziiert ist. Zudem gibt es Hinweise aus Interventionsstudien (wie z. B. der Nurses’ Health Study), dass eine Supplementation von Vitamin K1 und K2 einer Verringerung der Knochendichte entgegenwirkt sowie die Vitamin K2-Zufuhr das Risiko von Knochenbrüchen – speziell bei Japanern – verringert. Dagegen ist die Aufnahme von Vitamin K1 bei Frauen in der Perimenopause oder frühen Postmenopause nicht assoziiert mit einem Effekt auf die Knochendichte oder dem Risiko an Knochenbrüchen.
Aufgrund dieser und anderer Studien hat die Europäische Behörde für Lebensmittelsicherheit (EFSA) ein positives Gutachten erstellt – damit ist eine gesundheitsbezogene Aussage („Vitamin K trägt zur Erhaltung normaler Knochen bei“) erlaubt. Im Gutachten der EFSA ist eine ausreichende Vitamin-K-Aufnahme durch eine ausgewogene Ernährung gewährleistet.
Jedoch muss die Versorgung mit Vitamin D berücksichtigt werden – ist diese gering, werden Effekte durch Vitamin K relativiert. So erhöht es die positive Wirkung von Vitamin D auf die Knochenmineralisierung, wie in einigen klinischen Studien gezeigt wurde. Ergänzend wird zur Osteoporosebehandlung neben der Gabe von Calcium und Vitamin K2 auch eine zusätzliche Supplementierung mit Taurin zur Förderung der intrazellulären Calciumhomöostase empfohlen.
Vitamin K1 und K2 wurden in verschiedenen klinischen Studien auf ihre Wirksamkeit in der Osteoporoseprophylaxe und -therapie getestet: Frauen nach der Menopause gelten als wichtige Risikogruppe für eine Osteoporose. Nach Auswertung verschiedener Studien hat eine Vitamin-K-Supplementation keinen Effekt, das Risiko von Wirbelbrüchen zu senken. Bezüglich Brüchen an anderen Knochen zeigte sich allenfalls ein kleiner Nutzen, der aber bei Studien mit guter Qualität nicht mehr zum Vorschein kommt. Daher ist wegen fehlender wissenschaftlicher Belege das Bewerben mit einer Schutzwirkung vor Osteoporose nicht zulässig.

### Zellwachstumsregulierung
Es existiert eine Reihe von Vitamin-K-abhängigen Rezeptor-Ligand-Systemen, die am Zellmetabolismus, dem Zellüberleben, ihren Transformationen und ihren Replikationen beteiligt sind. Hierzu gehören das Gas6, ein Vitamin-K-abhängiges Protein, welches als Ligand an verschiedene Rezeptor-Tyrosinkinasen bindet und diese aktiviert. Eine Überexpression von Gas6 wurden in verschiedenen Krebszellen beobachtet. Zudem hat man bei Krebszellen von Brust- und Hauttumoren einen veränderten Carboxylierungsgrad Gla-reicher Proteine (Gla-rich proteins, GRP) gefunden; der Carboxylierungsgrad wird durch Vitamin K vermittelt.
Ob Vitamin K eine Rolle bei der Prävention von Krebserkrankungen hat, ist Gegenstand der Forschung. Die Datenlage aus Interventionsstudien ist nicht ausreichend, um daraus Schlüsse zu ziehen. Beobachtungsstudien geben ein uneinheitliches Bild. Eine längerfristige Einnahme von Vitamin K-Antagonisten im Rahmen einer Antikoagulationstherapie war mit einem reduzierten Krebsauftreten assoziiert; speziell bei Prostatakrebs gibt es aber divergierende Reviews.

### Gefäßverkalkung
Es wird vermutet, dass auch der Prozess der Gefäßverkalkung durch Proteine mit γ-carboxylierten Glutaminsäureresten („Gla-Proteine“) gesteuert ist. Verkalkungen großer Arterien kommen vor allem bei älteren Menschen mit Osteoporose vor, die einen wenig gesättigten Vitamin-K-Status haben. Es wird daher spekuliert, dass Vitamin K vor „Arterienverkalkung“ schützt. Eine Meta-Studie aus dem Jahr 2020 untersuchte Interventionsstudien mit Vitamin K1 und K2. Die Autoren kommen zu dem Schluss, dass Vitamin K nicht konsistent das Fortschreiten von Kalzifizierung verhindert, vor Arteriosklerose schützt oder die Arteriensteifigkeit positiv beeinflusst. Gesundheitsbezogene Werbeaussagen, wonach Vitamin K vor Gefäßerkrankungen schütze, sind nicht erlaubt.

### Herzkrankheiten
Vitamin K2 ist Gegenstand für Untersuchungen des Herz-Kreislauf-Systems: Die sogenannte Rotterdam-Herz-Studie zeigte, dass Menschen, die sich über einen zehnjährigen Beobachtungszeitraum von Nahrungsmitteln mit hohem Anteil an natürlichem Vitamin K2 (mindestens 32 µg täglich) – nicht aber Vitamin K1 – ernährten, deutlich weniger Calciumablagerungen der Aorta und eine Reduktion der Mortalität aufgrund koronaren Herzkrankheiten (KHK) aufwiesen. Hier wurde allerdings nicht, wie in kontrollierten klinischen Studien, Menachinon verabreicht, sondern über Fragebögen erfasst, was die an der Studie beteiligten Personen an Nahrung und darüber hinaus an Vitaminen zu sich nahmen. Aus der täglichen Nahrungszufuhr hat man über Daten zum Menachinon-Gehalt der Lebensmittel die durchschnittlichen Tagesmengen errechnet. 
Eine Metaanalyse fand dagegen keine signifikanten Assoziationen zwischen einer hohen Aufnahme von Vitamin K1 und K2 und einer KHK-Mortalität bzw. Gesamtsterblichkeit. Kardioprotektive Effekte werden durch die Aktivierung von Matrix-Gla-Proteinen (MGP) vermutet, was mittels Vitamin K2 vermittelt wird. Jedoch erschweren methodisch begrenzte Studien (Höhe der Dosis und der Art der Aufnahme, kleine Fallzahlen, geringe Beobachtungszeiträume) und die Heterogenität der Datenlage robuste Aussagen über einen kausalen Zusammenhang zwischen Supplementieren und Schutz vor KHK.

## Vorkommen
In Nahrungsmitteln kommt Vitamin K vor allem in Form von Phyllochinon (Vitamin K1) vor; es findet sich in allen grünen und damit photosynthetisch aktiven Pflanzen(teilen), z. B. Spinat, Blattsalat und andere Salatarten, Gemüsekohl, Petersilie oder Avocado. Daneben enthalten Kernöle und andere Öle Vitamin K1.
Menaquinon (Vitamin K2) ist v. a. in tierischen Produkten enthalten, gerade die Leber enthält viel MK-4, MK-9 und MK-11. In Fleisch (Huhn) und Fleischprodukten kommt hauptsächlich MK-4 vor. Zudem findet es sich in (Frisch-)Käse oder Quark. Dies liegt daran, dass zur Fermentation dieser Milchprodukte Bakterien zugegeben werden, die hauptsächlich MK-8 (Laktobazillen) bzw. MK-9 (Propionibakterien) erzeugen. Die größte Quelle an Vitamin K2 stellt das japanische Nattō dar. Bei Eiern tritt insbesondere MK-4 auf, ferner findet sich Vitamin K2 in Schokolade, Brot oder Gewürzen.
Zwar vermag das Mikrobiom des Darmes MK-8 (Enterobakterien), MK-10 und MK-11 (Bacteroides) zu bilden, aber dieses wird kaum aufgenommen. Dies liegt an den im Darm fehlenden Lipasen und Gallensäuren.
Wichtig ist, dass das Vitamin K kaum diaplazentar übertragen wird und das Neugeborene auch mit der Muttermilch wenig Vitamin K erhält. Entgegen der weitverbreiteten Meinung, dass das Kolostrum im Vergleich zur Muttermilch viel Vitamin K enthalte, konnte in einer Studie gezeigt werden, dass es praktisch keine Unterschiede im Vitamin-K-Gehalt von Muttermilch und Kolostrum gibt. Der Vitamin-K-Gehalt der Muttermilch hängt von der Nahrungszufuhr der Mutter ab und liegt bei etwa 3 µg/l.

## Bedarf
Die EFSA gibt als empfohlene Tagesdosis (Adequate Intake) für alle Alters- und Geschlechtsgruppen eine Aufnahmemenge von 1 µg/kg Körpergewicht Phyllochinon an. Sie differenziert hierbei aber nicht weiter zwischen der Aufnahme von Vitamin K1 und K2. Anhand Referenzkörpergewichte empfiehlt die EFSA Säuglingen zwischen 7 und 11 Monaten täglich etwa 10 µg Vitamin K, bei Personen über 18 Jahren etwa 70 µg. Anfang des Jahres 2017 wurde diese bereits im Jahre 1993 formulierte Zufuhrempfehlung erneut bestätigt.
Das Bundesinstitut für Risikobewertung (BfR) gibt ähnliche Werte für die D-A-CH-Region an. Die tägliche Aufnahme steigert sich mit dem Alter: Kinder unter 7 Jahren sollen 20 µg pro Tag, von 7 bis unter 10 Jahren 30 µg pro Tag, von 10 bis unter 13 Jahren 40 µg pro Tag und von 13 bis unter 15 Jahren 50 µg pro Tag einnehmen. Danach unterscheidet sie bei Jugendlichen und Erwachsenen nach Geschlecht. So werden von 15 bis 51 Jahren 70 µg (Männer) bzw. 60 µg (Frauen) empfohlen. Im Alter erhöht sich weiter der Bedarf: Bei ab 65-Jährigen liegt die Tagesempfehlung bei 80 µg (Männer) bzw. 65 µg (Frauen). Schwangere und Stillende sollen 60 µg täglich einnehmen.
Eine Tagesverzehrempfehlung von Vitamin K1 und K2 in Nahrungsergänzungsmitteln wird durch das BfR von maximal 80 µg bzw. 25 µg angegeben. Zudem sollen Personen, die gerinnungshemmende Medikamente (vom Cumarintyp) einnehmen, vor dem Verzehr von Vitamin K-haltigen Nahrungsergänzungsmitteln ärztlichen Rat einholen.

Da Neugeborene dem (seltenen) Risiko eines klinisch relevanten Vitamin-K-Mangels mit der Gefahr gefährlicher Hirnblutungen ausgesetzt sind, wird eine Vitamin-K-Prophylaxe in den meisten Ländern der Welt so bald wie möglich nach der Geburt, also noch im Kreißsaal, dringend empfohlen.

## Nachweismethoden und Statusbestimmung
Die genaue Bestimmung des Vitamin K-Status gelingt am besten durch Auswertung verschiedener Biomarker, auch in Kombination von Verzehrshäufigkeitsfragebögen (Abfrage Verzehrshäufigkeiten von Lebensmitteln über einen längeren Zeitraum).
- Urintests (z. B. auf Menadion, Gla, oder 5C/7C-Metabolite der Vitamin K-Vitamere) sind zwar sensitiv, aber schwer zu implementieren, da sie Urinabnahmen über einen Zeitraum von 24 Stunden bedürfen.

- Die Bestimmung der Serumkonzentration von Phylloquinon eignet sich gut für die Bestimmung von Vitamin K eher größerer Populationsgruppen. Dies liegt daran, dass zwischen Individuen starke Schwankungen auftreten. Allgemein ist die Abnahme im nüchternen Zustand empfohlen, zudem soll der Messwert mit der Triglyceridkonzentration abgeglichen werden. Die Plasmakonzentration von Vitamin K1 wird je nach Nachweismethode mit 0,3–1 ng/ml Blut angegeben.[11]

- Als verlässlicher Marker gilt die Bestimmung dephosphorylierten, untercarboxylierten Matrix-Gla-Proteins (dp-ucMGP) mittels ELISA. Ungenügend carboxyliertes Osteocalcin (ucOC) ist ein relativ guter Marker für den Vitamin K-Status, was ebenfalls mittels ELISA bestimmt wird. ucOC wird entweder als Verhältnis von untercarboxylierten Osteocalcin zum Totalwert angegeben (% ucOC), oder als Verhältnis von untercarboxylierten zu carboxyliertem Osteocalcin (ucOC/cOC).

Nicht geeignet ist die Bestimmung untercarboxylierten bzw. ungenügend carboxylierten Prothrombins, da es stark von der Leberfunktion abhängt. Serumwerte von Menaquinon sind in der Regel zu niedrig für eine verlässliche Bestimmung mittels HPLC. Eine Ausnahme stellen Individuen dar, die viel Nattō konsumieren (z. B. in Japan). Empfohlen wird hier die Abnahme im nüchternen Zustand, zudem soll der Messwert mit der Triglyceridkonzentration abgeglichen werden.
Mit dem Koller-Test (Änderung des Quickwertes nach einmaliger intravenöser Gabe von Vitamin K) kann festgestellt werden, ob eine Carboxylierungsstörung der Vitamin-K-abhängigen Gerinnungsproteine an einer mangelhaften Resorption von Vitamin K (Vitamin-K-Mangel in der Leber z. B. bei Cholestase) oder an einem Leberzellschaden mit einer Proteinsynthesestörung und daher an einer Verwertungsstörung für Vitamin K liegt.
Neuere analytische Verfahren ermöglichen die sichere qualitative und quantitative Bestimmung von Vitamin K, auch neben anderen lipophilen Vitaminen, nach angemessener Probenvorbereitung durch Kopplung der HPLC mit der Massenspektrometrie. Die Verfahren eignen sich auch für die Analytik von Nahrungsmitteln.

## Mangelerscheinung (Hypovitaminosen)
Insgesamt sind bei normaler Ernährung ernstere Hypovitaminosen und Avitaminosen selten (wenn man den Bedarf nicht nach den Erfordernissen einer Osteoporoseprophylaxe etc. bemisst, die wesentlich höhere Dosen erfordert). Es gibt jedoch einige Situationen, in denen sie auftreten können:

### Medikamentöse Antikoagulation
Cumarin-Derivate, die zur oralen Antikoagulation eingesetzt werden, sind Gegenspieler (Antagonisten) des Vitamin K und können bei Überdosierung zu lebensgefährlichen Blutungen aufgrund eines relativen Vitamin-K-Mangels führen. Dabei sind die Cumarin-Derivate Enzymhemmer vor allem der Vitamin-K-Epoxid-Reduktase (VKOR) und führen somit, trotz ausreichenden Vorhandenseins von Vitamin-K-Epoxid, zu einem Mangel an Vitamin-K-Hydrochinon, das für den Carboxylase-Schritt bei der Proteinbildung der Vitamin-K-abhängigen Proteine notwendig ist.
Da es Polymorphismen im VKORC1-Gen, das das VKOR-Enzym codiert, gibt, die unterschiedlich stark von Cumarin-Derivaten gehemmt werden, gibt es teilweise Schwierigkeiten, die korrekte Cumarin-Dosierung zu finden und Überlegungen, mittels eines Gentests VKOR-Polymorphismen vorab nachzuweisen. Ob dies allerdings tatsächlich zu einer besseren Dosierung und weniger Komplikationen führt, ist trotz dreier großer Studien unklar.

### Vitamin-K-Mangelblutung (VKMB) des Neugeborenen
Die Serumkonzentration von Vitamin K1 ist bei Neugeborenen noch sehr gering, da es kaum plazentagängig ist. Dadurch resultiert eine eingeschränkte Syntheseleistung von Vitamin-K-abhängigen Gerinnungsfaktoren bis zum Ende der Schwangerschaft. Im Vergleich zur Säuglingsnahrung ist die Vitamin-K1-Konzentration in Muttermilch gering (etwa 2,5 µg/l). Bei Babynahrung wird zusätzlich mittels Vitamin K supplementiert. Daher haben gestillte Neugeborene ohne zusätzliche Vitamin-K-Prophylaxe ein Risiko, an einer Vitamin-K-Mangelblutungen (VKMB, Morbus haemorrhagicus neonatorum) zu erkranken. Erst ab dem 3. bis 4. Lebenstag erreichen die Serumkonzentrationen an Vitamin K1 diejenigen im Bereich eines Erwachsenen.
Eine VKMB wird je nach Zeitpunkt der klinischen Symptomatik klassifiziert. Eine frühe VKMB tritt innerhalb von 24 Stunden nach Geburt, die klassische VKMB zwischen dem 2. und 7. Lebenstag auf, bei beiden mit einer Wahrscheinlichkeit von 1:60–1:250 Neugeborenen (insbesondere bei Müttern, die bestimmte Medikamente wie enzyminduzierende Antiepileptika, Cumarine oder Tuberkulostatika einnahmen). Die späte VKMB (2. bis zur 12. Lebenswoche) wird mit einer Wahrscheinlichkeit von 1:14.000–1:25.000 beobachtet. In sehr schweren Fällen kann die VKMB zum Tode führen (z. B. durch plötzliche Hirnblutungen). Insbesondere Neugeborene mit einer Leber- oder Gallenkrankheit, Frühgeborene oder fehlernährte Säuglinge haben ein hohes Risiko, da diese das wenige Vitamin K, das angeboten wird, nicht richtig resorbieren und verwerten können. Die Blutungen treten in der Regel in den ersten zwölf Wochen auf.
Zur Vermeidung gerade von lebensbedrohlichen Blutungen durch Vitamin-K-Mangel wird eine Supplementation kurz nach der Geburt empfohlen. Weltweit wird dies unterschiedlich gehandhabt: Entweder dosiert man 1 mg Vitamin K intramuskulär (z. B. Australien, USA), 3 × 2 mg Vitamin K1 oral postnatal (U1), zwischen dem 3. und dem 10. Lebenstag (U2) und zwischen der 4. und der 6. Lebenswoche (U3) (z. B. in Deutschland, Schweiz) oder 1 mg nach der Geburt oral und anschließend täglich 150 µg bis zur 12. Woche (Niederlanden). Das Risiko für eine späte Vitamin-K-Mangelblutung kann so auf 0:100.000 bzw. 0,44:100.000 reduziert werden. In Deutschland wird eine einmalige i. m. Gabe von 1 mg Vitamin K rasch nach der Geburt wirksamer als die orale Gabe betrachtet.
Eine frühere Assoziation einer intramuskulär verabreichten Vitamin-K-Dosis bei Neugeborenen und einer späteren Leukämieerkrankung konnte nicht mehr bestätigt werden.

### Fehlernährung
Auch durch eine Vitamin-K-arme Ernährung (z. B. durch langes Fasten) kann ein Mangel mit Störungen der Blutgerinnung auftreten. Dies ist jedoch sehr selten und kommt dann meistens als Mischform mit Mangelzuständen anderer Nährstoffe oder Vitamine vor. Auch können Mangelerscheinungen bei Dialysepatienten auftreten.
Eine längere Vitamin-E-Überdosierung kann auch zu einem Vitamin K-Mangel führen. Die Vitamin-K-Absorption kann durch hohe Dosen an Vitamin A gehemmt werden.

### Resorptionsstörungen
Ursache eines Vitamin-K Mangels kann eine verminderte Aufnahme von fettlöslichen Vitaminen, z. B. in Folge einer exokrinen Pankreasinsuffizienz sein. Zudem können chronisch-entzündliche Darmerkrankungen wie Morbus Crohn zu einer verringerten Aufnahme (Malabsorption) von Vitamin K und damit zu einem Mangel führen.

### Genetische Faktoren
Genetische Ursache eines Vitamin-K-Defizite kann eine Genmutation des Matrix-Gla-Proteins sein, was zum Keutel-Syndrom führt.

## Überdosierungen (Hypervitaminosen)
Oral verabreichtes Vitamin K zeigt eine geringe akute und chronische Toxizität, eine tolerierbare obere Einnahmemenge (Tolerable Upper Intake Level) wurde aufgrund unzureichender Daten nicht abgeleitet.
Eine Hypervitaminose ist nicht bekannt, wenn man von der Substitutionsbehandlung beim Neugeborenen absieht: Hier kann Vitamin K in hohen Dosen eine Hämolyse auslösen, weil beim Neugeborenen der noch wenig entwickelte Glucuronidierungsmechanismus durch Vitamin K so sehr in Anspruch genommen wird, dass Bilirubin nicht mehr ausreichend glucuronidiert werden kann und somit eine Ausscheidungsstörung für Bilirubin auftritt (Neugeborenenikterus), der sich pathologisch ausweiten kann. Dies betraf vor allem den Einsatz des Menadions in der Vitamin-K-Prophylaxe, welches vorübergehend eingesetzt wurde, weil es als wasserlösliches Provitamin sicherer resorbiert werden sollte. Eine intramuskuläre Gabe von 1 mg Vitamin K1 nach der Geburt führt zu einem 100-fach erhöhten Blutspiegel nach 4 Tagen.
Vitamin K schwächt aber die therapeutische Wirkung oraler Antikoagulanzien vom Cumarin-Typ (Vitamin-K-Antagonisten) ab. Daher sollen Personen, die solche gerinnungshemmenden Medikamente einnehmen, ihre Vitamin K-Aufnahme aus Lebensmitteln möglichst konstant halten. Vor dem Verzehr Vitamin K-haltiger Nahrungsergänzungsmittel sollten sie zudem den Rat eines Arztes einholen.
Die Verabreichung von Vitamin K3 hat dagegen zu schweren Nebenwirkungen geführt, weswegen es nicht mehr zur Behebung eines Vitamin-K-Mangels herangezogen wird.

## Behandlung von Vergiftungen mit gerinnungshemmenden Rattengiften
Zur Bekämpfung von Nagetieren greift man mittlerweile auf gerinnungshemmende Rodentizide der zweiten Generation zurück. Diese enthalten Warfarin als Vitamin-K-Antagonisten (speziell die länger wirkenden und potenteren „Superwarfarine“) oder lang wirksame Antikoagulantien, z. B. Brodifacoum, Bromadiolon, Chlorphacinon, Difenacoum oder Diethalion. Frisst das Nagetier den so präparierten Fertigköder, führt dies zu einer verzögerten Blutgerinnung und tödlichen Blutungsneigung.
Bei Verdacht auf Vergiftungen mit solchen gerinnungshemmenden Rattengiften wird Vitamin K1 eingesetzt, es kann oral oder intravenös verabreicht werden.